# Platypalpus aurantiacus
Platypalpus aurantiacus är en tvåvingeart som först beskrevs av Collin 1926.  Platypalpus aurantiacus ingår i släktet Platypalpus och familjen puckeldansflugor. Inga underarter finns listade i Catalogue of Life.